# Gare de Southend Victoria
La gare de Southend Victoria (en anglais : Southend Victoria railway station) est une gare ferroviaire du Royaume-Uni de la Shenfield–Southend line (en). Elle est située sur la Victoria Avenue à Southend-on-Sea dans le comté de l'Essex.

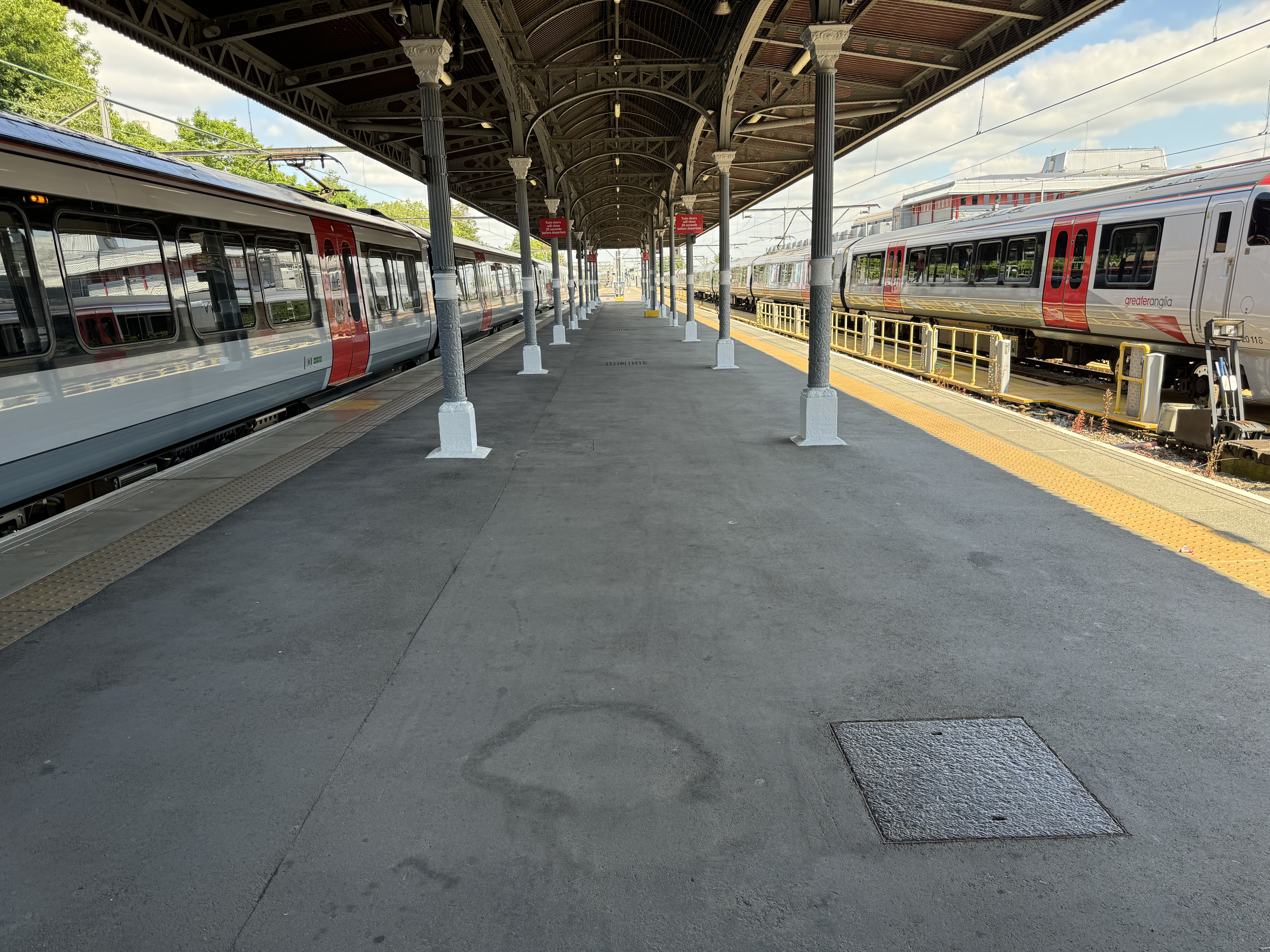
Quais de gare 1 et 2, juin 2024